# Adenophora erecta
Adenophora erecta là loài thực vật có hoa trong họ Hoa chuông. Loài này được S.Lee, Joongku Lee & S.Kim mô tả khoa học đầu tiên năm 1997.